# 水野貞
水野 貞 （みずの てい、（嘉永2年（1849年） - 昭和2年（1927年）2月20日））は幕末から昭和初期にかけての女性教育者。梶原平馬の後妻。梶原貞とも。

## 生涯
江戸の能楽師である水野謙吉の娘として生まれ、明治8年（1875年）より、東京の桜川女学校（後の港区立御成門小学校）にて勤務。明治10年（1877年）頃より平馬と関わりを持ち、翌年には平馬とともに北海道函館に移住し、長女を産む。
明治14年（1881年）には、遊女の職業訓練施設である女紅場で教鞭をとる。その後根室に移住し、花咲尋常高等小学校でも教鞭をとる。後に私立根室女子小学校を創設。明治32年（1899年）に花咲小学校と弥生小学校に分かれるが、明治35年に再び合流して根室市立北斗小学校となった。

## 関連リンク
- 根室出身の作家「寺島 柾史」…貞と息子・文雄の教え子。